# مرحلة ما قبل الإنتاج

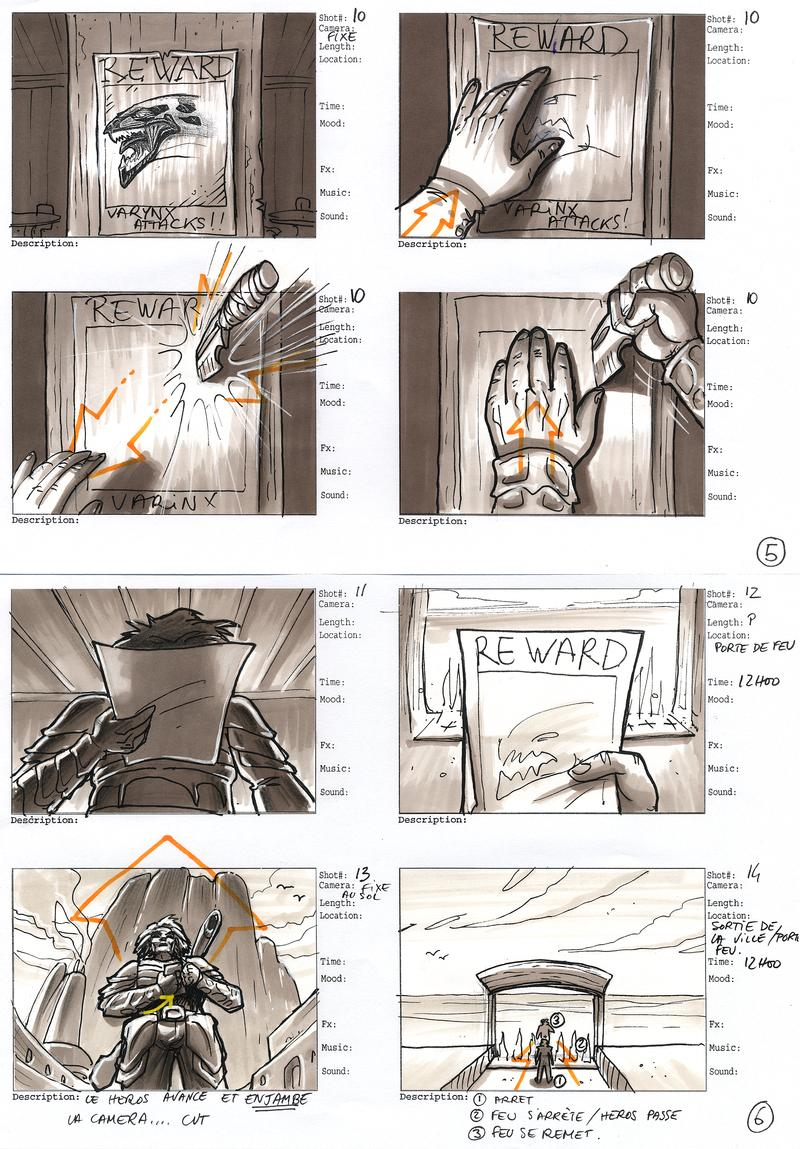

مرحلة ما قبل الإنتاج هي الخطوة الثانية في عملية إصلاح بعض العناصر المتضمنة في فلم أو مسرحية أو أي أداء آخر. وتنتهي مرحلة ما قبل الإنتاج عندما ينتهي التخطيط ويبدأ إنتاج المحتوى.
هناك ثلاثة أجزاء في الإنتاج: مرحلة ما قبل الإنتاج ومرحلة الإنتاج ومرحلة ما بعد الإنتاج.